# Segedín
Segedín (maďarsky Szeged [seged], německy Szegedin) je město v jihovýchodní části Maďarska a administrativní centrum župy Csongrád-Csanád, 160 km jihovýchodně od Budapešti, 9 km od srbské a 16 km od rumunské hranice, na ústí řeky Mureș do Tisy. Žije zde přibližně 158 tisíc obyvatel. Je třetím největším maďarským městem a regionální centrum jižní části země. Pochází odtud uzenina uherský salám.

## Název
O původu názvu města existují dvě teorie. Podle jedné pochází z maďarského slova szög, které označuje roh/ohbí. Město mělo takto získat název podle ohbí řeky Tisy, které zde vytváří. Podle druhé teorie název města pochází od maďarského slova sziget, tedy ostrov.
Z maďarštiny byl název přejat do dalších jazyků, např. do bulharštiny jako Сегет (Seget), v rumunštině jako Seghedin, v němčině jako Szegedin nebo Segedin. Poslední uvedený německý název používají i všichni jižní Slované z bývalé Jugoslávie a rozšířil se rovněž i do češtiny a slovenštiny. V latině existuje název Partiscum, který odkazuje na původní římskou osadu na místě současného města. V řečtině je poté doložen v podobě Παρτίσκον (Partiskon).

## Přírodní poměry a klima

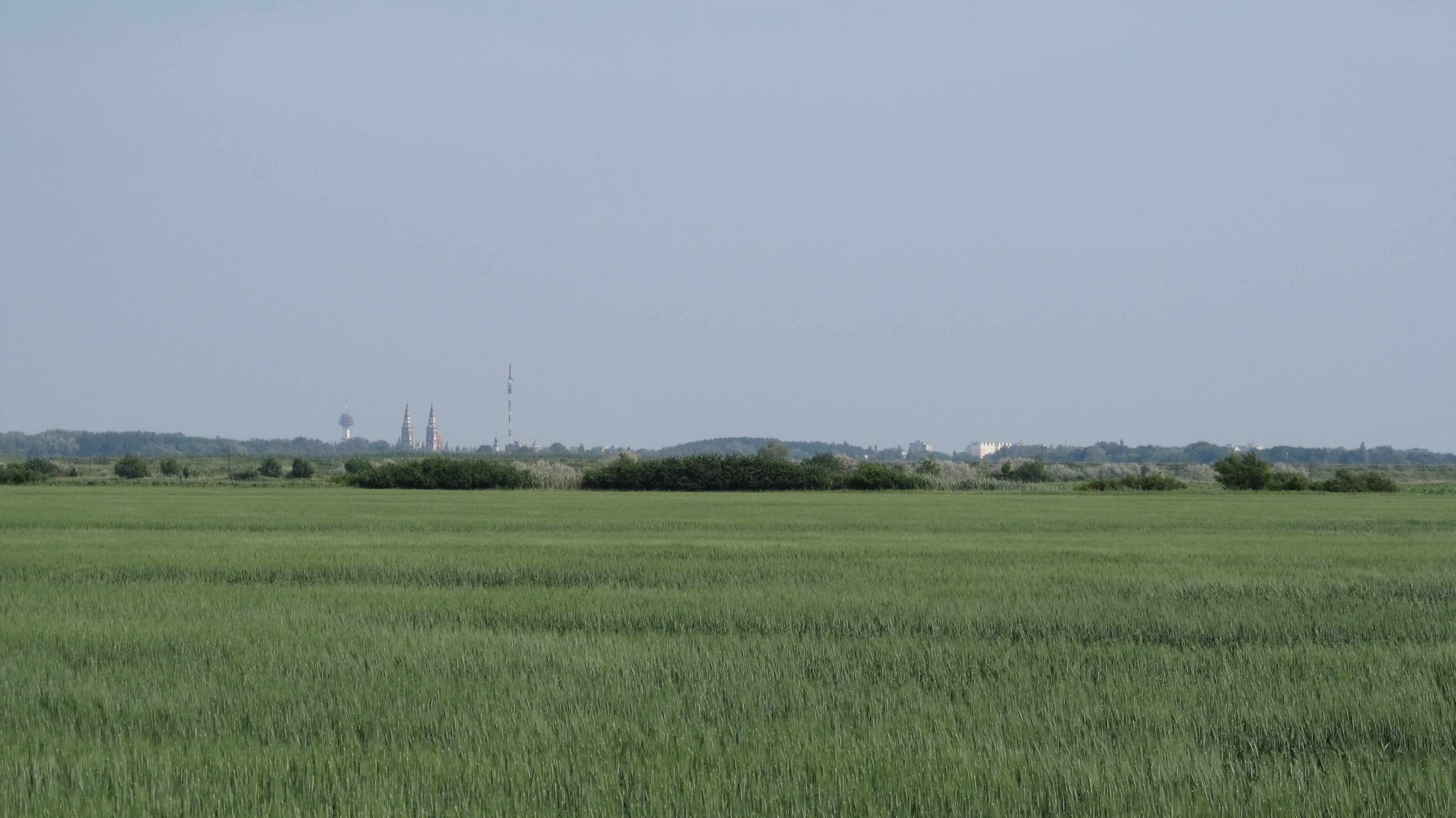
Rovinatá krajina s věžemi segedínské katedrály v pozadí.

Město se nachází v rovinaté krajině Podunajské nížiny, na soutoku řek Tisa a Mureș. Leží v nejnižší oblasti co do nadmořské výšky na území Maďarska, většinou na říčních sedimentech. Krajina je zde velmi rovná, rozdíly výšek se pohybují do dvou metrů. Kromě dvou zmíněných řek tudy protéká několik potoků (Szillér, Jánosův a Tápai potok). Na řece Tise se nachází celkem tři říční ostrovy.
Rozkládá se v blízkosti jezera Fehér-tó a v bezprostřední blízkosti maďarsko-srbské hranice. Je městem pohraničním (od roku 1918 a ustanovení současných maďarských hranic) a také největším na řece Tise. Srbské město Subotica je od něj vzdáleno 40 km západně, rumunský Arad 90 km východně, maďarský Kecskemét potom 80 km severně. Segedín leží 30 km od rumunské hranice.
Město patří k nejslunnějším na území dnešního Maďarska, a proto bývá také někdy označováno jako Město slunečního svitu (maďarsky Napfény városának). Počet hodin slunečného svitu překračuje 2000 ročně. Průměrný úhrn srážek pro Segedín činí 565 mm.

### Klimatická data
| '                              | leden | únor  | březen | duben | květen | červen | červenec | srpen | září | říjen | listopad | prosinec | roční průměr |
| Nejvyšší teplota               |       |       | 19.3   | 30.2  |        | 36.6   | 39.8     | 40.3  | 38.2 | 29.8  | 24.7     |          | 40.3         |
| Průměrná nejvyšší teplota      | 4.8   | 5.3   | 9.4    | 14.6  | 20.1   | 23.4   | 23.8     | 25.0  | 20.0 | 14.1  | 9.5      | 4.5      | 14.6         |
| Průměrná teplota               | -0.7  | 0.9   | 6.0    | 11.5  | 16.9   | 19.8   | 21.8     | 21.4  | 16.7 | 11.4  | 5.2      | 0.6      | 11.0         |
| Průměrná nejnižší teplota      | -7.4  | -6.1  | 0.7    | 7.6   | 12.8   | 16.9   | 18.9     | 18.7  | 13.3 | 8.3   | -1.0     | -5.0     | 6.5          |
| Zaznamenaná nejnižší teplota   | -27.8 | -27.2 |        |       |        |        |          |       |      |       |          |          | -27.8        |
| Průměrný úhrn srážek           | 28    | 26    | 28     | 39    | 52     | 73     | 58       | 50    | 46   | 34    | 40       | 42       | 516          |
| Počet slunečných hodin měsíčně | 61    | 97    | 144    | 188   | 244    | 258    | 290      | 275   | 197  | 157   | 86       | 52       | 2049         |
|                                |       |       |        |       |        |        |          |       |      |       |          |          |              |

## Historie
Segedín a jeho oblast byly obývány už od starověku. Nejstarší známý název města zaznamenal Ptolemaios jako Partiscum. Nacházela se tu také římská osada téhož názvu. Od 5. století se na území vystřídaly různé kmeny, Slovany vytlačili kočovní Hunové, Avaři, Gepidové a v 9. století do Pannonie vtrhli Maďaři. 
Během mongolské invaze bylo město zničeno a jeho obyvatelé uprchli k blízkým bažinám. Po invazi se vrátili a město opět postavili. Ve 14. století, během panování Ludvíka Velikého, se Segedín stal nejdůležitějším městem jižních Uher. Jeho strategický význam rostl s tím, jak se k hranicím Uherska přibližovalo turecké vojsko.

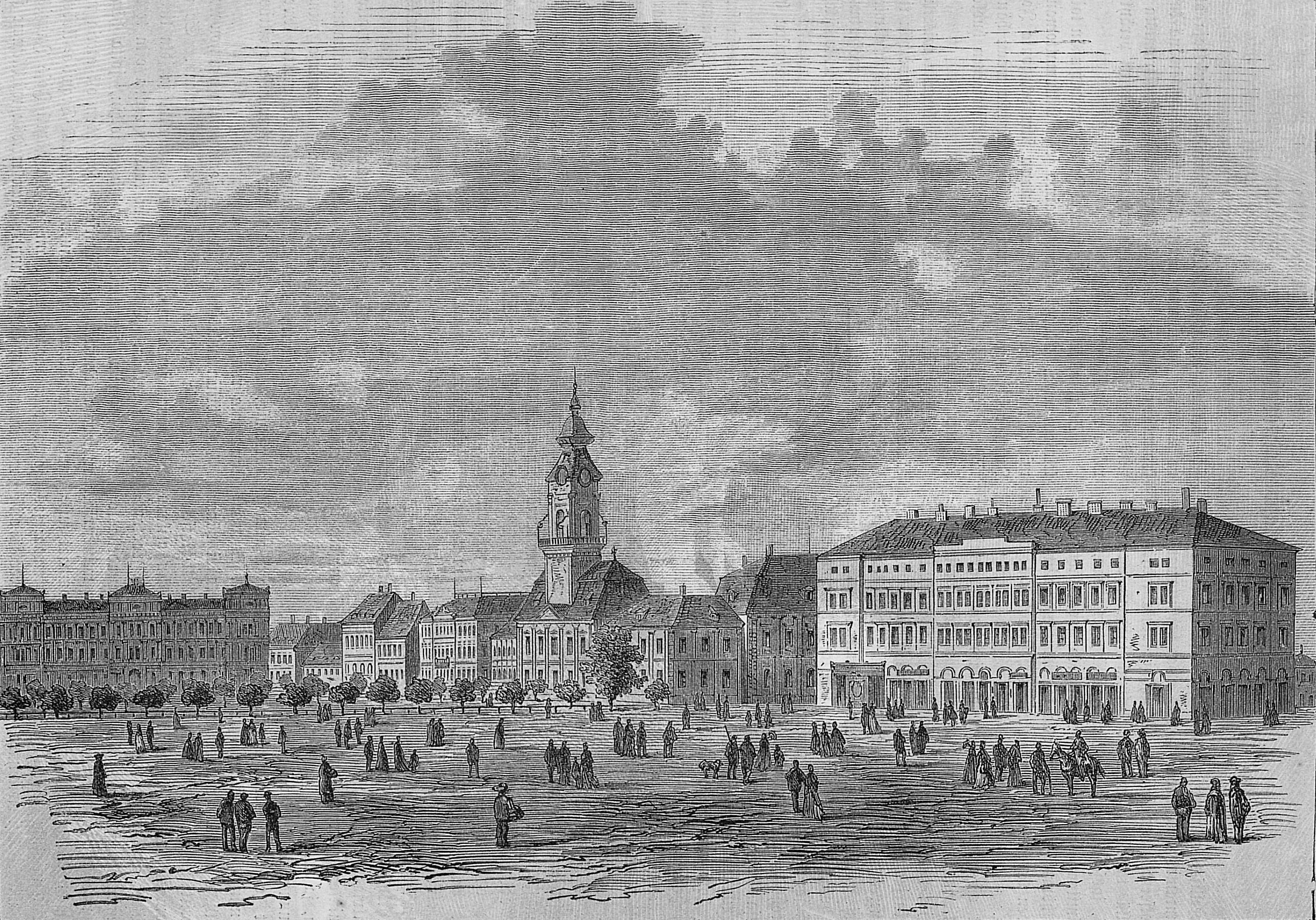
Pohled na střed města.

Segedín byl poprvé drancován tureckou armádou 28. září 1526. Dobyl byl zcela roku 1543. 
Zpět bylo město dobyto 23. října 1686. Roku 1715 získal statut svobodného královského města. Počet obyvatel se pohyboval zhruba okolo dvaceti tisíc. 18. století nebylo nicméně v dějinách města jen pozitivní; město sužovala sucha i povodně. Běžné byly rovněž i morové epidemie. Rozhněvané obyvatelstvo v této situaci hledalo viníka a proto byly běžné také čarodějnické procesy. 
Roku 1749 byl obnoven hlavní kostel, zničený za turecké okupace v předchozích staletích. Pokrok však postupoval velmi pomalu. Ještě na konci 18. století byla většina hlavních cest okolo města ve velmi špatném stavu a jen těžce průchodná, což přiškrcovalo obchod. V závěru století se zde usadili první Židé.
V první polovině 19. století zde žilo něco okolo třiceti tisíc lidí.
Občané Segedína sehráli důležitou roli během revoluce a války za nezávislost v letech 1848–1849. Lajos Kossuth zde 12. července 1849 přednesl poslední projev před emigrací. Segedín byl posledním sídlem revoluční vlády v červenci 1849.
Dnes má město krásné budovy a široké třídy, hlavně díky obnově po velké povodni v roce 1879, která zničila drtivou většinu Segedína. Pouze 265 Byly postaveny nové paláce, široké bulváry, nové administrativní budovy. Centrum bylo přeorganizováno do pravidelné uliční sítě, kterou doplnila půlokružní třída (Tisza Lájos körút). Obnova města byla financována z darů z tehdejšího Rakousko-Uherska.
Významným způsobem ovlivnila podobu města také secese. Řada výstavních domů i paláců byla postavena právě v tomto stylu (např. Deutsch Palota), doba navíc přála velkolepým investicím tohoto typu. První realizovanou stavbou byl nicméně protipovodňový val na řece Tise, který měl nadále zabránit obdobným katastrofám. S obnovou města pomohla řada evropských metropolí a na jejich počest byly pojmenovány nové ulice v Segedínu. Most přes řeku Tisu byl dokončen roku 1883, zajistil spojení s Novým Segedínem, který postupně vyrůstal na druhém břehu řeky. 
V 90. letech 19. století byly také vybudovány ve své době moderní a v 21. století stále fungující Anniny lázně (maďarsky Anna fürdő), které jsou často navštěvovány.
V závěru první světové války byl okupován francouzským vojskem. Přítomno zde bylo v jednu chvíli až 28 tisíc vojáků. Po trianonské smlouvě ztratilo Maďarsko svá jižní území, Sedmihradsko ve prospěch Rumunska a Vojvodinu ve prospěch Království SHS. Segedín se stal tedy skoro příhraničním městem a ztratil značnou část svého přirozeného okolí. Do města byla roku 1921 přesunuta univerzita z Cluj-Napocy, která se nyní nacházela v Rumunsku a biskupství z Temešváru. V roce 1930 byla po mnoha letech výstavby dokončena i nová katedrála.
V letech 1919 a 1932 zasáhla město povodeň na řece Tise, ani jedna z nich ale nenapáchala větší škody.

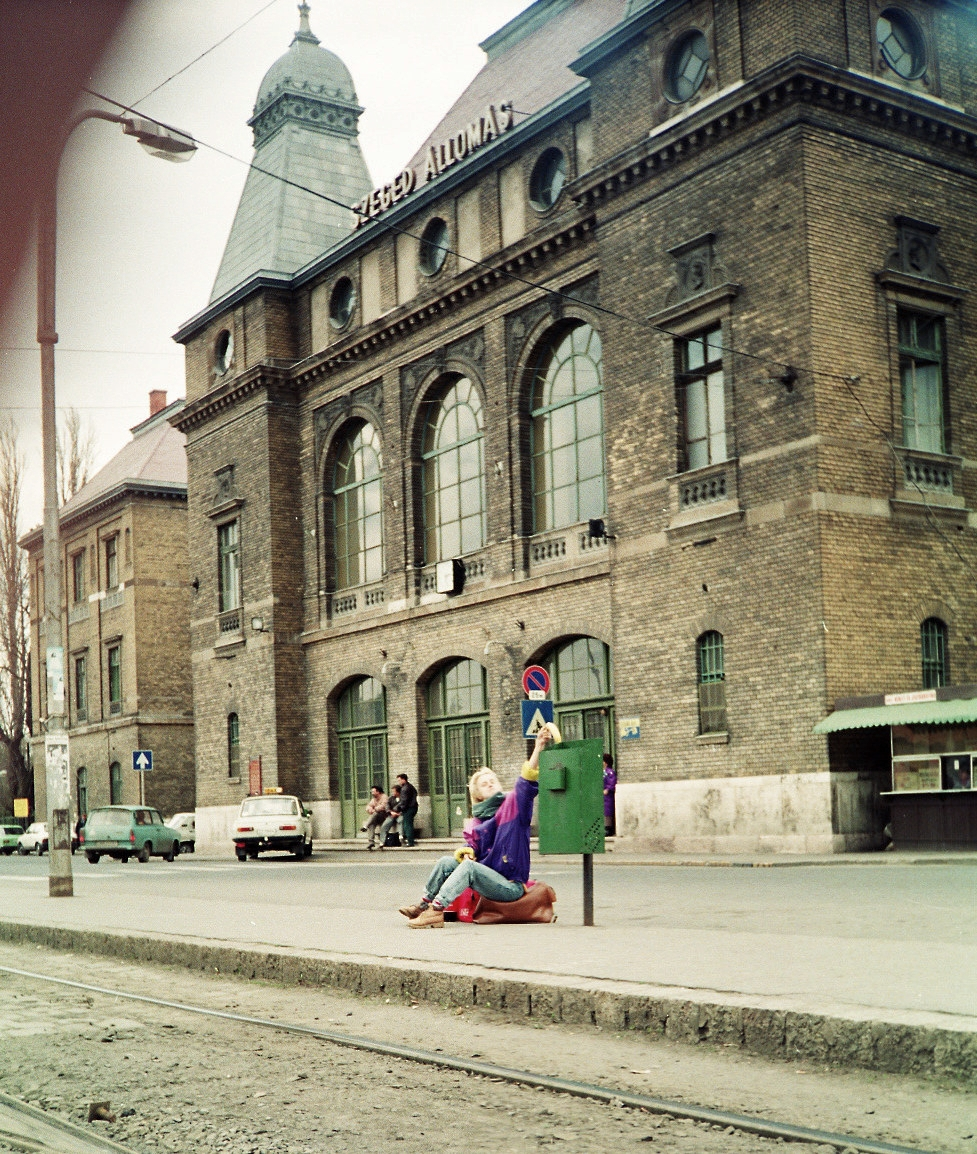
Hlavní nádraží v roce 1990.

Segedín velmi trpěl během druhé světové války, kdy bylo 6 000 obyvatel města zabito a židovští občané uvězněni v ghettech. Rudá armáda obsadila město v roce 1944.
Během komunistické éry se Segedín stal centrem lehkého průmyslu. V 60. letech byla vystavěna řada panelových domů, vzniklo např. sídliště Odessza, na druhém břehu Tisy, pojmenované podle sesterského města v tehdejším SSSR. Rozšířen byl i potravinářský průmysl (výroba salámů, zpracování paprik, výroba konzerv), který tak začal na celkové produkci výrazně dominovat.
Během událostí roku 1956 byl dne 16. října v budově Fakulty humanitních studií Univerzity v Segedínu, v Auditoriu Maximum, ustanoven Svaz maďarských vysokoškolských studentů (MEFESZ). Během následujících událostí MEFESZ uspořádal několik schůzí a dalších demonstrací. O více než týden později při násilných střetech v Segedínu zemřel jeden člověk a několik dalších bylo zraněno. Ustanovování revolučních rad nicméně přerušil příchod sovětské armády na začátku listopadu.
V roce 1962 se Segedín stal krajským městem župy Csongrád-Csanád a okolní venkov (vesnice Tápé, Szőreg, Kiskundorozsma, Szentmihálytelek, Gyálarét) byl připojen k městu. Roku 1973 byly k Segedínu připojeny ještě některé další obce. V roce 1964 byla nedaleko vesnice Algyő objevena ropa. Město bylo jedním z center lehkého a potravinářského průmyslu v Maďarsku.
V roce 1970 byl Segedín zasažen další povodní, která překonala výšku velké vody z roku 1879, nedošlo však k zásadnějším škodám na majetku a lidských životech. Město uchránila regulace řeky (která byla postavena po ničivé povodni z roku 1879), zásadní ale byly hráze z pytlů s pískem, které postavili místní hasiči, armáda a obyvatelé.
Po roce 1990 a politických změnách v Maďarsku došlo k změnám ekonomické struktury země. Řada nerentabilních továren byla zavřena a zkrachovala. V roce 1997 se jedna z místních částí oddělila od Segedína.
Od roku 2005 směřuje do města také dálnice. O rok později město ohrozila vysoká hladina řeky Tisy, která dosáhla až 10 metrů.

## Obyvatelstvo

### Struktura obyvatelstva
Dle sčítání lidu z roku 2011 žilo v Segedínu celkem 168 048 lidí, což představuje 40 % obyvatel župy Csongrád-Csanád. Město je jako její správní středisko také jejím nejlidnatějším sídlem. Většina obyvatel Segedína se hlásí k maďarské národnosti, zhruba 4 % (6710) osob uvedlo nějakou menšinovou národnost, většinou romskou (0,94 %), německou (0,9 %) nebo srbskou (0,84 %).
Postupný růst počtu obyvatel Segedínu probíhal až do roku 1990 a poté se zastavil. V 90. letech 20. století byl zaznamenán dokonce i pokles v řádu jednotek procent. V současné době počet obyvatel města klesá. V roce 2021 žilo v Segedínu méně obyvatel, než roku 1980. 
V roce 2011 byl podíl obyvatel do 19 let věku 20 % a podíl obyvatel starších 60 let celkem 23 %; obyvatelstvo Segedína postupně, stejně jako je tomu v případě i dalších větších maďarských měst, stárne.

### Náboženství

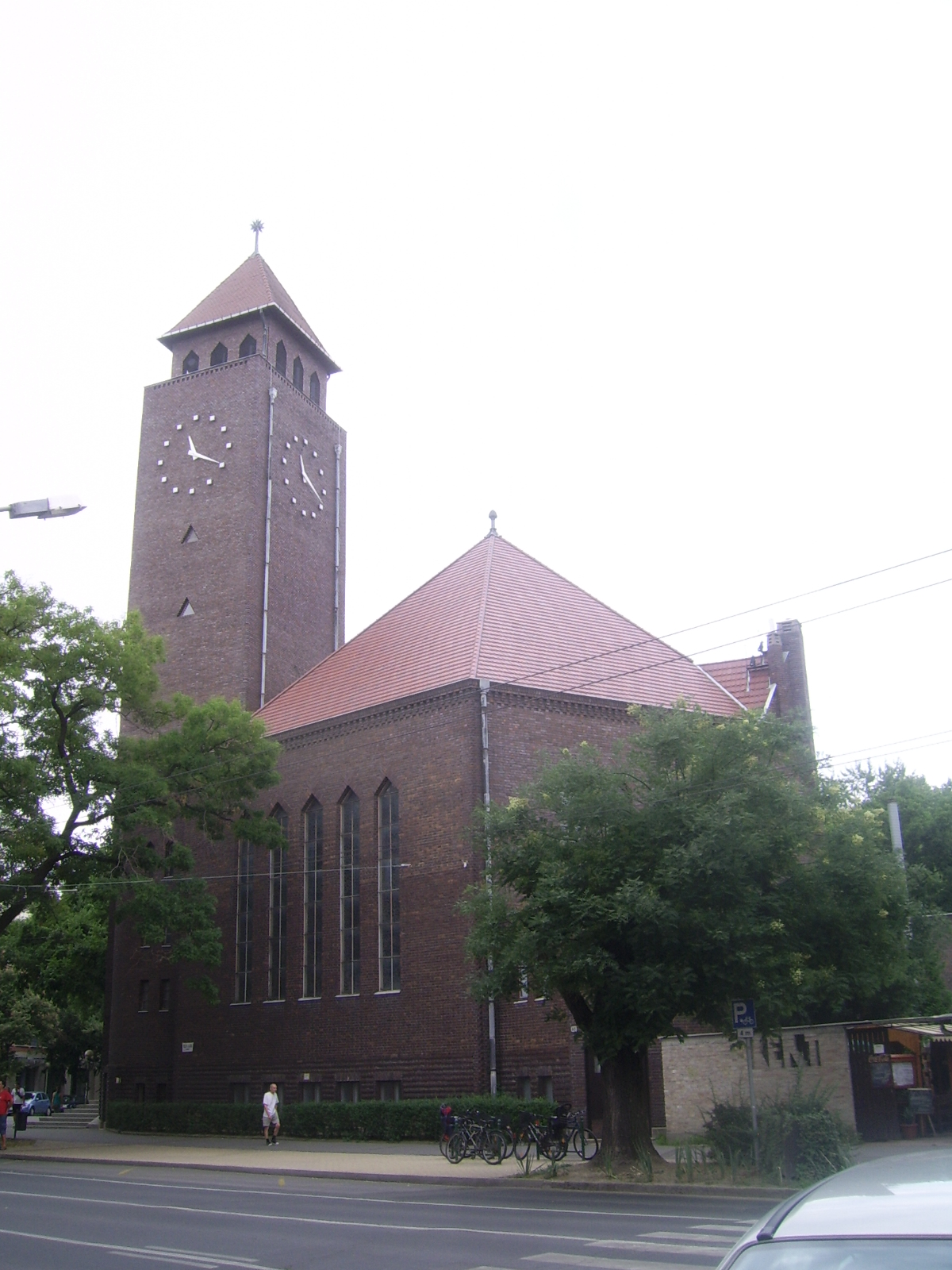
Kostel Reformované církve v Segedínu.

Podle údajů ze sčítání lidu z roku 2001 se více než polovina obyvatel města (65,1 %) hlásí k nějakému náboženskému vyznání Nejrozšířenějším je křesťanství, jehož nejrozšířenější formou je katolicismus (55,1 %). V rámci katolické církve je počet římských katolíků 91 671, řeckých katolíků je jen 1 062. Ve městě žije také početná protestantská komunita, především těch, kteří se hlásí k reformované církvi (11 282) a evangelické (2 711). Pravoslavné křesťanství je zastoupeno u některých náboženských menšin (Rusů, Rumunů, Srbů, Bulharů, Řeků) žijících v zemi a jejich počet je zanedbatelný, mají jen několik set věřících. Ve městě působí mnoho dalších malých křesťanských církví. Židovská náboženská obec má 184 členů. Velký počet Segedíňanů odmítl odpovědět na otázku o své náboženské příslušnosti (12,7 %).
Podle údajů ze sčítání lidu z roku 2011 se k nějakému náboženskému vyznání hlásila méně než polovina obyvatel Szegedu (45,2 %), za posledních deset let se náboženská příslušnost obyvatel města výrazně snížila, jedním z důvodů je, že mnoho lidí odmítlo na tuto otázku odpovědět. Na prvním místě je i nadále křesťanství, přičemž nejrozšířenější je opět katolictví (36,8 %). Za posledních deset let se počet lidí hlásících se ke katolickému vyznání nicméně snížil o čtvrtinu. V katolické církvi je 61 162 katolíků římských a 620 řeckých. Pokles zaznamenaly i protestantské komunity (v případě reformovaných poklesl pod deset tisíc, u evangelíků pod dva tisíce). Vzrostl počet obyvatel, kteří buď na otázku o náboženském vyznání neodpověděli, nebo se k žádnému náboženství nehlásí.

## Parky a zeleň
Segedín má menší množství lesů a zeleně, než obdobně velká města v Maďarsku. Hlavní oázou zeleně jsou lužní lesy na břehu řeky Tisy. Mezi větší parky patří ještě Alžbětiny sady v místní části Újszeged (Nový Segedín).

## Samospráva
Zastupitelstvo města Szeged má 28 členů, které se schází v reprezentativním sálu místní radnice. Primátorem města je László Botka.
V rámci města Szegedu je evidováno deset místních samospráv, které fungují pro jednotlivé etnické skupiny. Jedná se o romskou, bulharskou, řeckou, chorvatskou, polskou, německou, arménskou, srbskou a slovenskou.

### Administrativní dělení a místní části
V rámci Segedína existují tyto místní části:
- Szentmihály
- Gyálaret
- Kiskundorozsma
- Iparváros
- Kecskéstelep
- Klebersberg telep
- Alsóváros
- Móraváros
- Beketelep
- Rókus
- Makkosház
- Baktó
- Tarjan
- Belváros
- Újszeged
- Tápé
- Petőfitelep
- Szőreg
- Forráskút

## Kultura

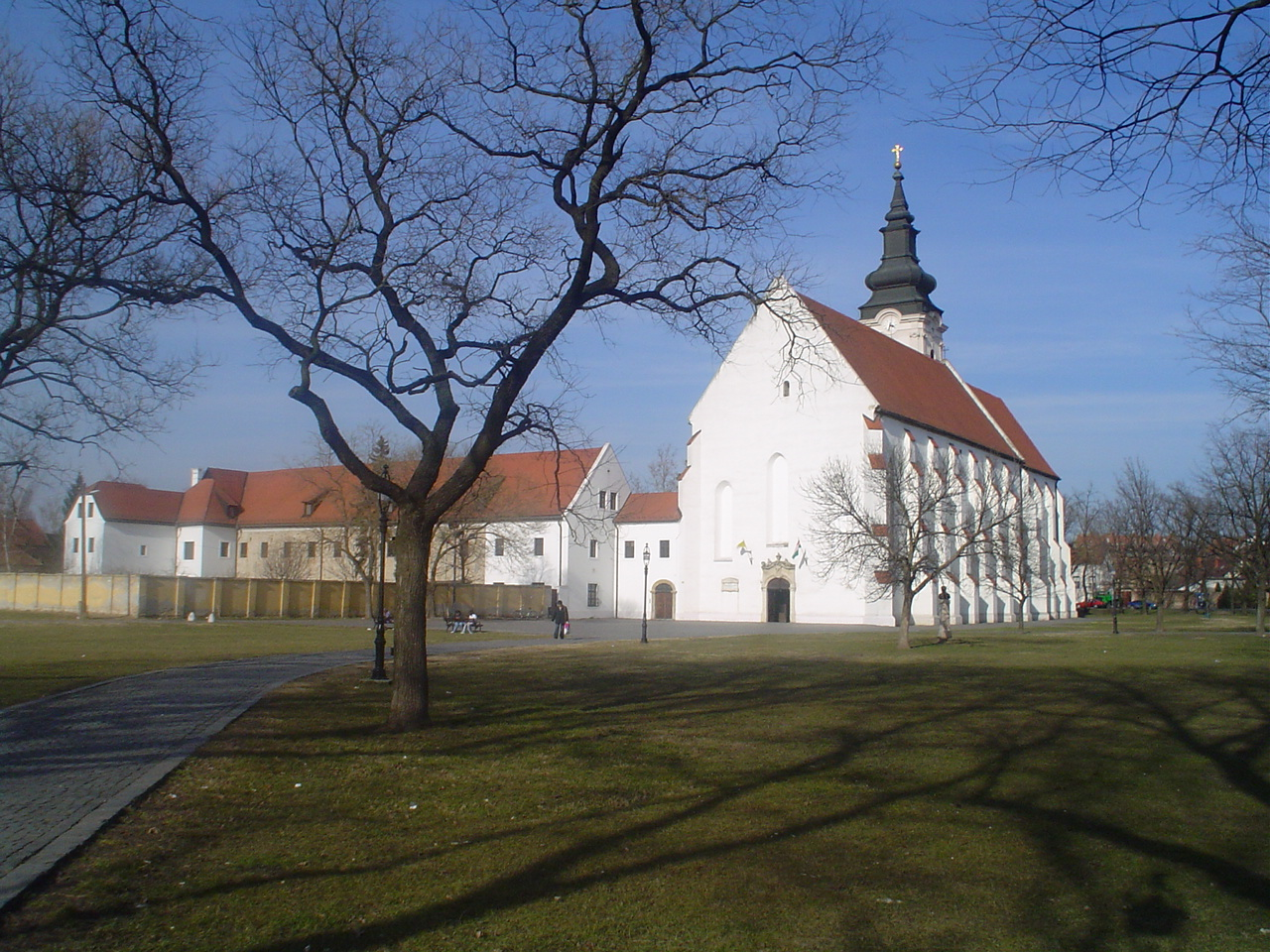
Gotický mariánský kostel,
Segedín-Alsóváros

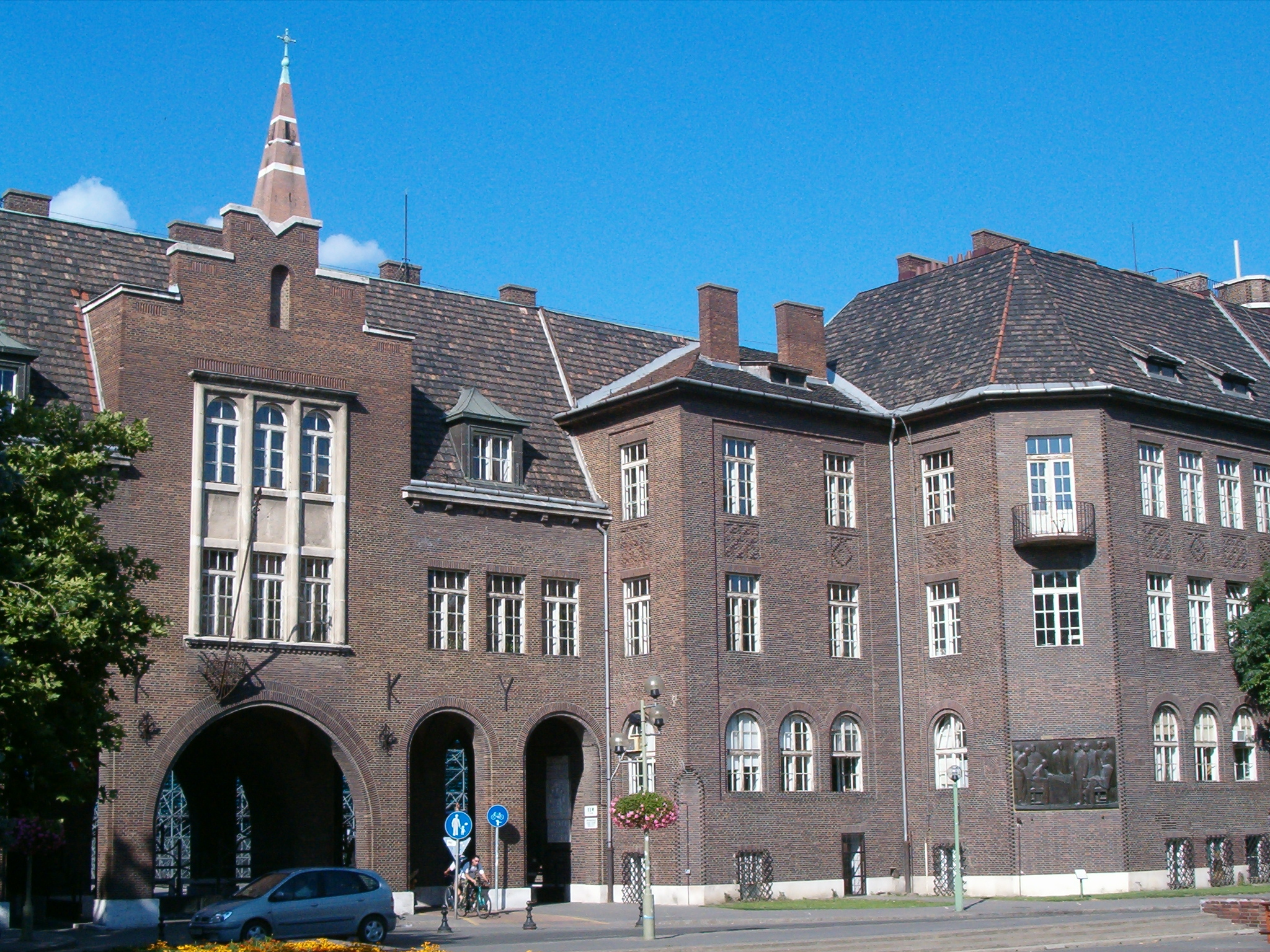
Budova univerzity.

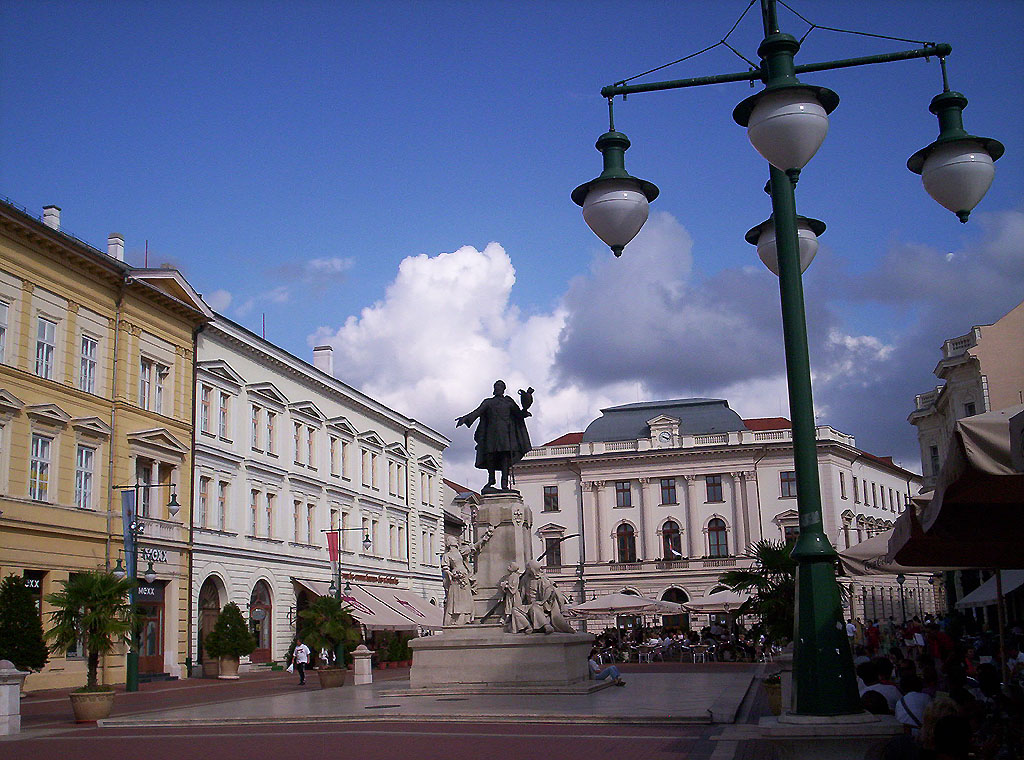
Náměstí Klauzál tér, hlavní náměstí v Segedínu.

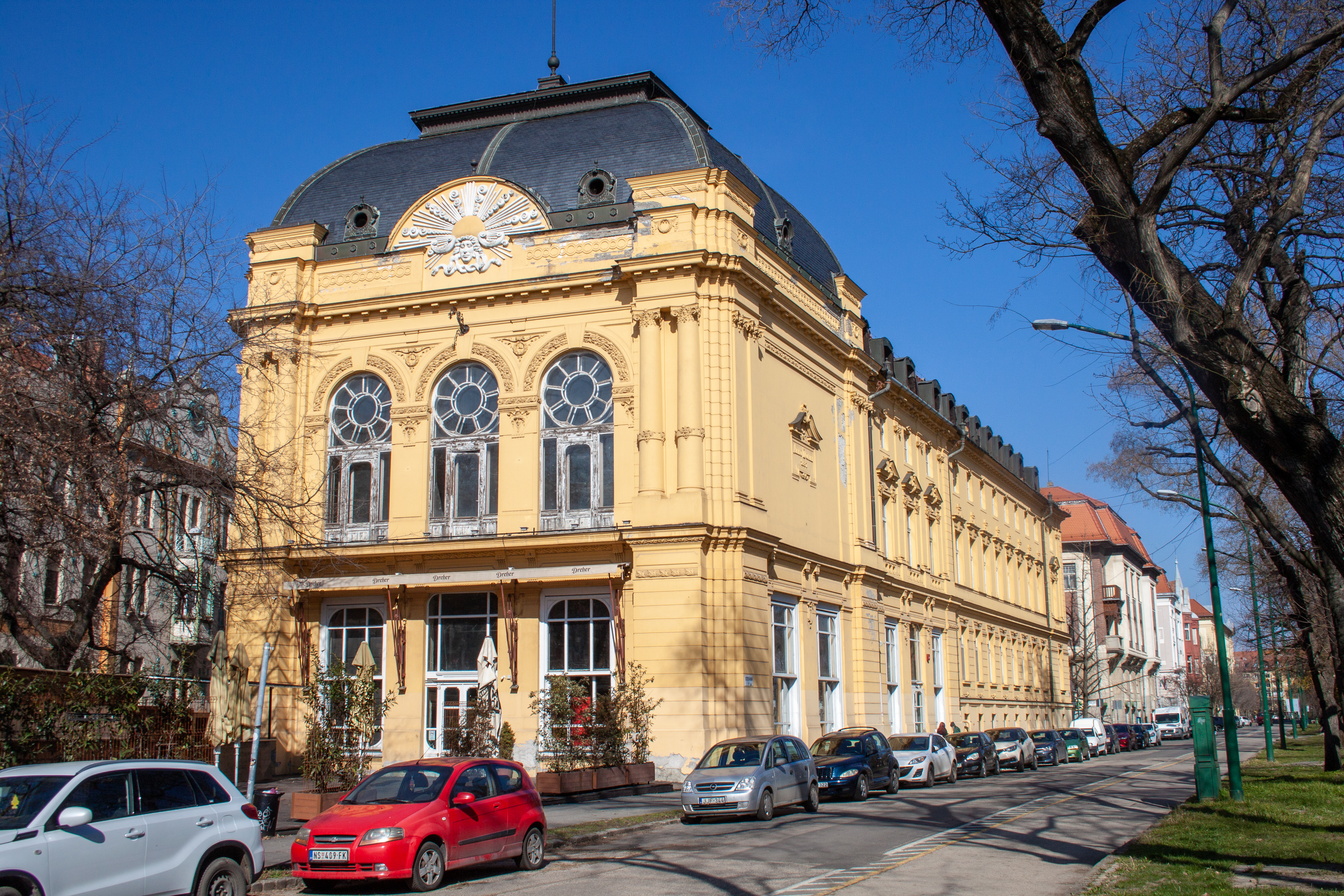
Secesní hotel Kass.

V Segedínu sídlí značný počet různých kulturních institucí. Nachází se zde velký počet kulturních památek.

### Divadla
Segedínské národní divadlo (maďarsky Szegedi Nemzeti Színház), hlavní divadelní scéna města. Sídlí v historické budově, která byla dokončena roku 1883. Mimo toho zde stojí také Malé divadlo (maďarsky Kisszínház).

### Muzea
Ve městě se nachází následující muzea:
- Muzeum spisovatele Ference Móry (maďarsky Ferenc Móra Múzeum) na adrese Roosevelt tér 1-3.[27]
- Muzeum informatiky (maďarsky Informatikatörténeti Muzeális Gyűjtemény)
- Muzeum salámů Pick a papriky (maďarsky Pick szalámi es Szegedi paprika múzeum.
- Muzeum na segedínském hradě (maďarsky Vármúzeum)
- Muzeum Trianonské smlouvy.[28]

### Památky a zajímavosti
- Katedrála Panny Marie – dominanta města, vysvěcená r. 1913. Z jižní strany k ní přiléhá Katedrální náměstí (maďarsky Dóm tér), které doplňuje řada soch významných osobností maďarských dějin.
- Kostel sv. Matyáše - goticko[29]-renesanční síňové trojlodí s cennými freskami a oltářem, nejstarší chrám v Segedínu
- Kostel sv. Mikuláše s bývalým klášterem minoritů
- Kostel přenesení ostatků Svatého otce Mikuláše, pravoslavný barokní chrám.[16]
- Mariánský kostel ze 13. století, s františkánským klášterem a knihovnou z let 1444-1448, výchozí místo poutní cesty Via Mariana do Mariazell.
- 3 synagogy (Stará (z roku 1843[30]), Nová, Malá). První uvedená byla v roce 2017 rekonstruována.[31]
- Radnice zbudovaná v novobarokním stylu.[15] Dokončená byla roku 1883.[16]
- Národní divadlo
- Déryho dům
- Porta Heroum, moderní brána z 20. století poblíž Aradského náměstí.[10]
- Budovy rektorátu a právnické fakulty univerzity
- Zeď králů na náměstí Klauzál tér.[10]
- Secesní paláce:
  - Reökův palác z roku 1907[32][16]
  - Unger-Mayer (nyní Uni-Credit banka)
  - Móriczův dům
  - Grófův palác od architekta Ference Raichleho.
  - Márerův dům
- Dům Pétera Tótha, který v 3. dekádě 21. století procházel rekonstrukcí, bude sloužit jako sídlo pro hudební školu.[33]
- Reichelův palác
- Vodárenská věž na náměstí sv. Štěpána, postavená roku 1904.
- Kakuszyho dům
- Staroměstský most (maďarsky Belvárosi híd).
- Jezdecký pomník Ference Rákocziho
- Pomník Lájoše Košúta
- Fontána tisíciletí
- Hudební hodiny[8]
- Zoologická zahrada na okraji města nedaleko místní části Moraváros.

### Kulturní akce
Každý rok se ve městě pořádá 21. května pravidelný open air divadelní festival. Jeho tradice byla zahájena roku 1931. Segedínské letní hry se pořádají pravidelně v srpnu, tradičně na náměstí před místní katedrálou. Další kulturní akcí je taneční festival György Martina.
Na podzim se v Segedíně pravidelně koná židovský festival.

### Speciality
Mezi tradiční stravu z oblasti Segedína patří kromě zmíněného salámu také rybí polévka. Původně se připravovala z ryb, které byly vyloveny přímo z Tisy.

## Ostatní instituce
V Segedínu mají své konzuláty Rumunsko, Itálie a Francie.

## Ekonomika

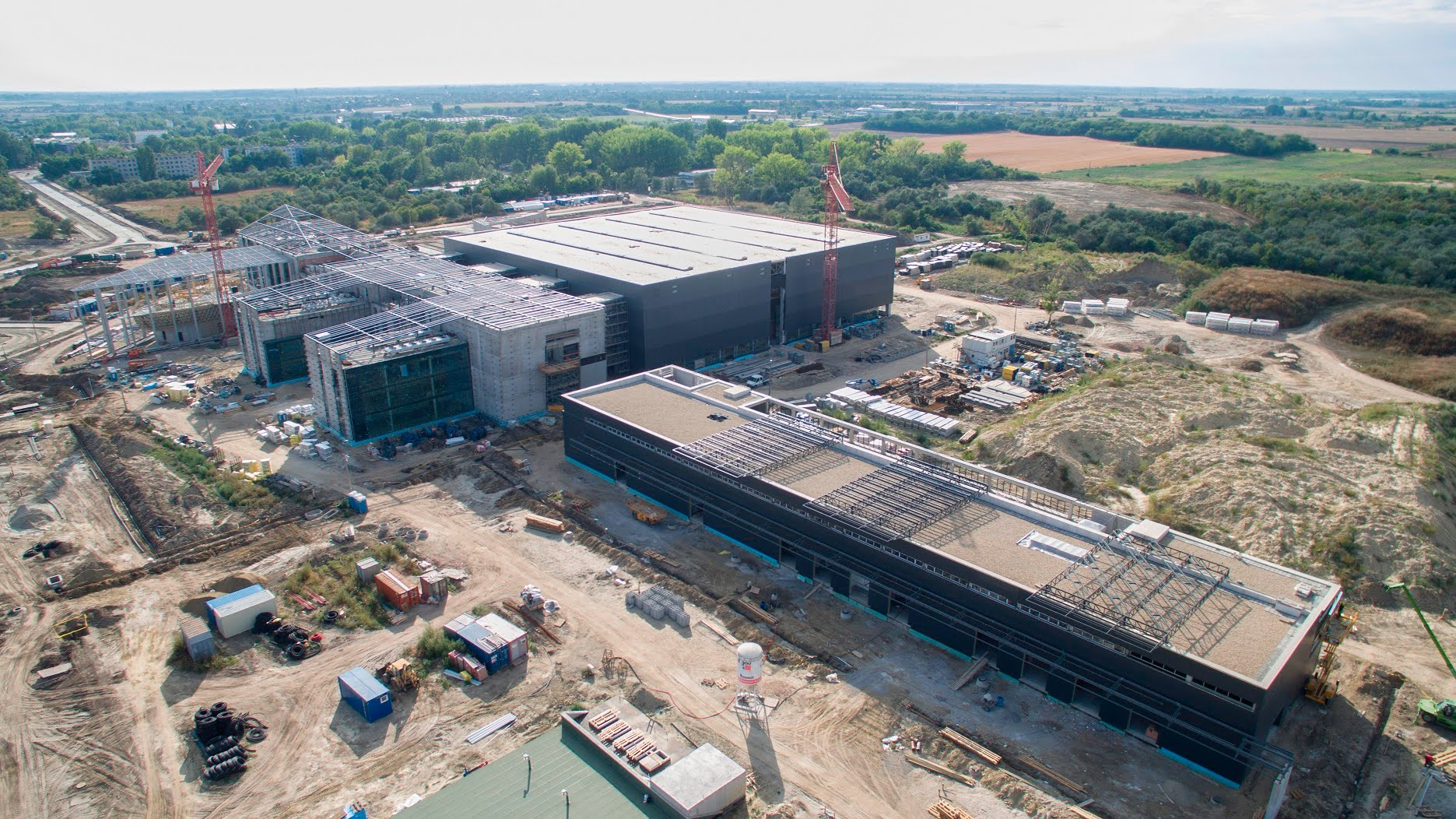
Výstavba výzkumného centra v Segedíně.

Na počátku 21. století byli největšími zaměstnavateli v Segedínu místní univerzita a dále výrobce salámů Pick, které patří mezi největší potravinářské firmy v zemi. Zhruba 53 % veškeré ekonomiky župy Csongrád-Csanád se týká města Segedína. Ve městě sídlí zhruba 1700 různých firem.
V nedaleké obci Algyő se těží ropa a plyn.
Průmyslová zóna se nachází severozápadně od města (místní část Iparváros, nedaleko obce Kiskundorozsma). Sídlí zde např. společnosti Szeplast, která se zabývá výrobou plastových dílů nebo Optiwella, která je dodavatelem modemů.
V roce 2016 činila míra nezaměstnanosti ve městě 4,16 %, od té doby postupně klesá a v roce 2022 bylo bez práce ve městě jen 1600 osob.
S počtem 251 000 přenocování (v roce 2012) je 14. nejoblíbenější destinací v Maďarsku, pokud jde o počet nocí hostů strávených v hotelech a dalších ubytovacích zařízeních. Až do pandemie nemoci COVID-19 počet návštěvníků města pravidelně rostl. V letech 2008 až 2018 se zvýšil o 170 %, v posledním zmíněném roce jej navštívilo přes 220 tisíc turistů a uskutečněno bylo přes 440 přenocování. Pro obyvatele nedalekého Srbska a Rumunska[zdroj?] představuje město oblíbenou destinaci především pro nákupy.

## Doprava

### Silniční

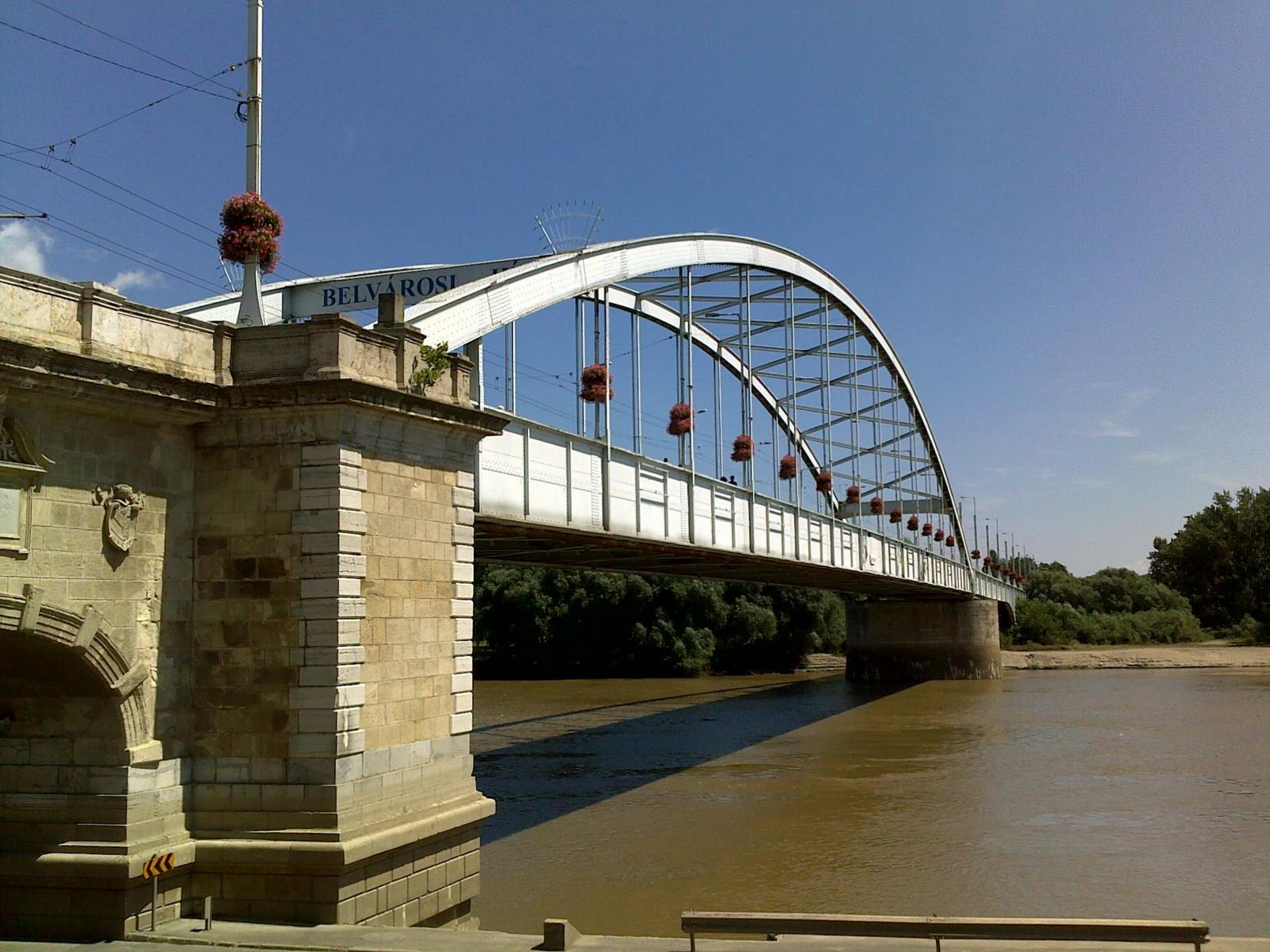
Starý most přes řeku Tisu.

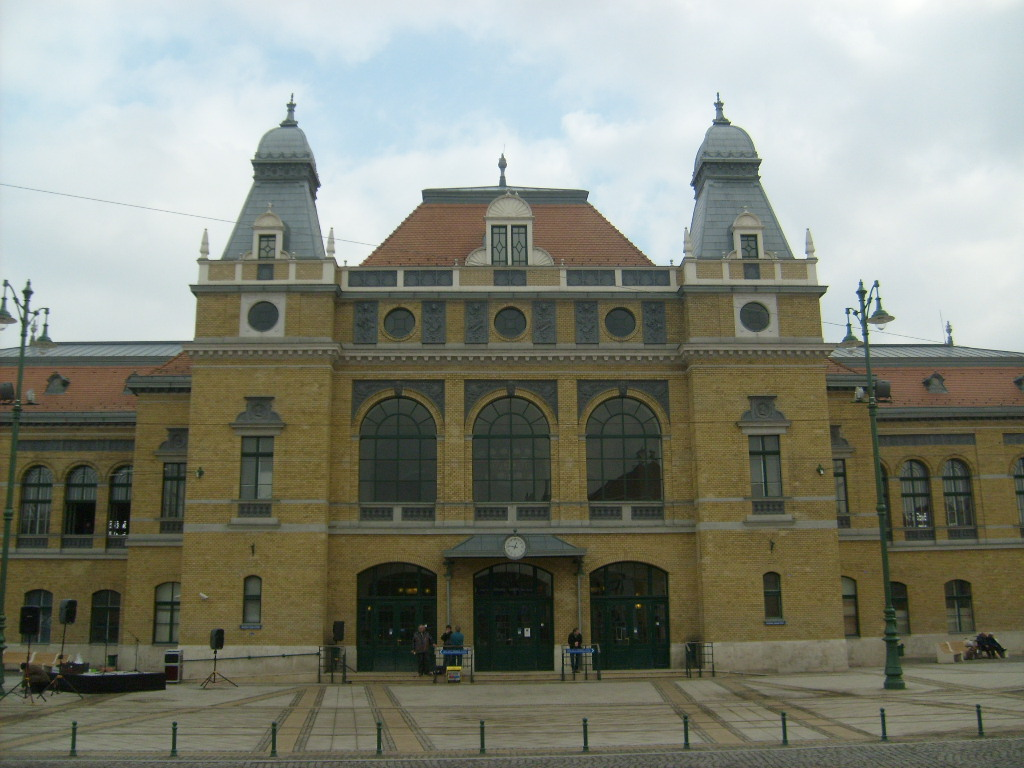
Budova hlavního nádraží.

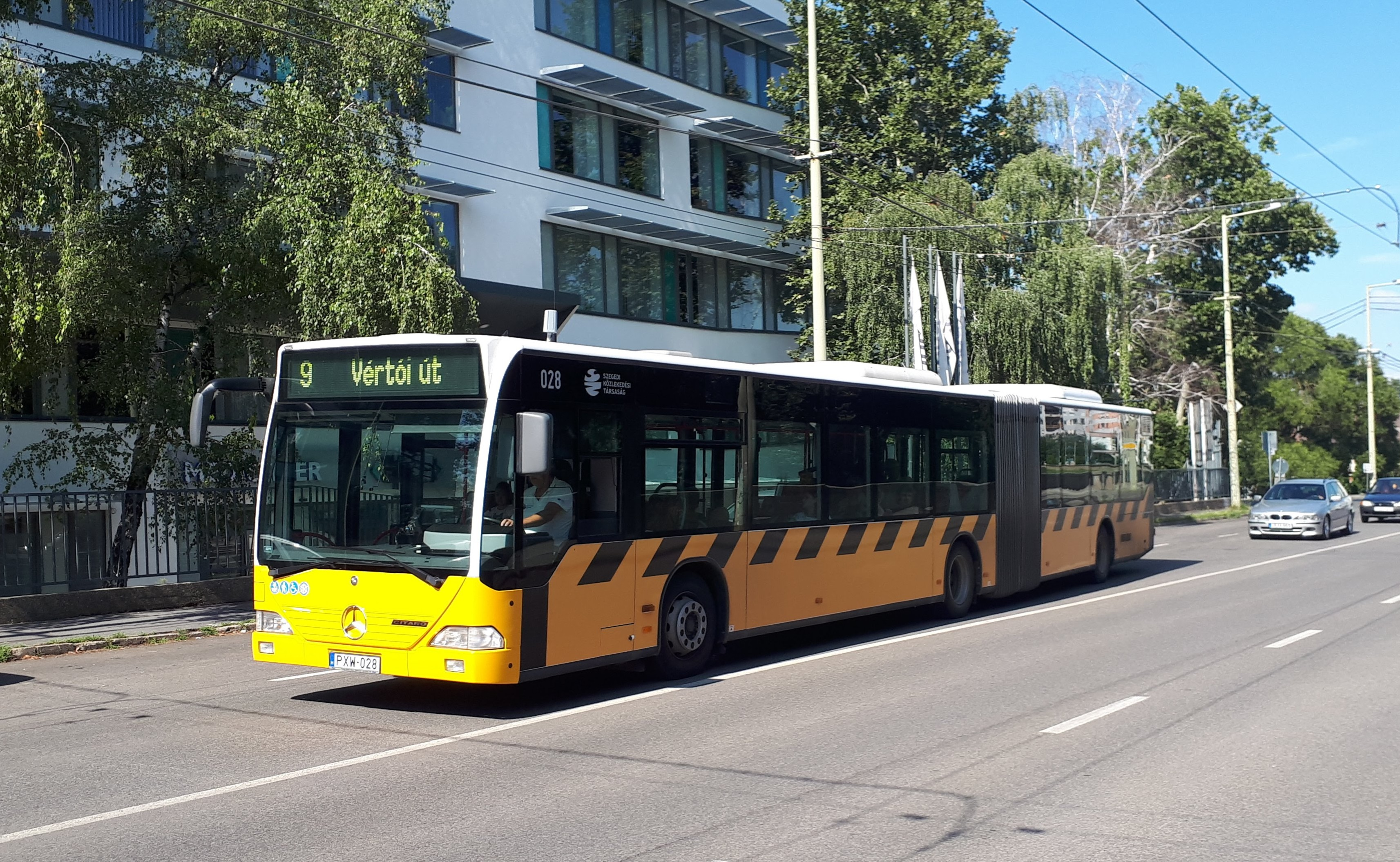
Městský autobus v Segedíně.

Západně od města prochází dálnice M5, která je součástí evropské silnice E75 a spojuje Segedín s Kecskemétem (90 km) a Budapeští (170 km) nebo opačným směrem se srbskou Suboticí (47 km), Novým Sadem (140 km) a Bělehradem (225 km). Na dálnici M5 se u Segedínu napojuje od východu dálnice M43, která vede do rumunského Aradu (100 km). K Segedínu směřují dva výjezdy na dálnici M5 a 3 výjezdy na dálnici M43.
Silnice celostátního významu, které směřují do Segedína, jsou č. 43 (z Rumunska), dále č. 37 (z Hódmezővásárhely), č, 5 (z Budapešti) a č. 55 (z Baji). Na západním okraji obce se nachází částečně silniční obchvat. 
Řeku Tisu zde překonávají celkem tři mosty: most Ference Móry, Staroměstský most a Bertalanův most. Do 2. prosince 2013 byl v provozu také přívoz v jedné okrajové části města. 

### Železniční
Z železniční stanice Kiskundorozsma jezdí osobní vlaky do Kiskunfélegyházy a z hlavního nádraží Szeged je zajištěno přímé vlakové spojení s Kecskemétem (1 hodina 10 minut) a Budapeští (2 hodiny 15 minut).[zdroj?] Dále na jih směřuje železniční trať do Subotici v Srbsku, která má být znovuotevřena v roce 2022.
Na hlavním nádraží (nachází se na náměstí Indóház) začíná několik vnitrostátních spojů InterCity na trase Budapešť–Segedín. Významnou železniční stanicí je dále i nádraží Szeged-Rókus ve stejnojmenné místní části. Nádraží je napojeno rovněž i na místní tramvajovou síť. Na jižním okraji města se nachází rovněž i nádraží seřaďovací.
Přes blízkost rumunských hranic nemá od roku 1920 historické centrum Segedína železniční spojení s Rumunskem. Železniční most přes Tisu, který v délce 440 metrů vybudovala v roce 1858 francouzská společnost Ernest Goüin, byl v roce 1944 při osvobozování města vyhozen do povětří. Zbytky mostu, které překážely v plavbě po řece, byly po válce odstraněny. Po přistoupení Maďarska a Rumunska do Evropské unie se znovu zvažovalo vybudování nového mostu. Dnes tak železniční stanice v Novém Segedínu (Újszeged) není napojena na hlavní nádraží. Kromě do Rumunska směřovaly od mostu další dvě regionální trati dále na jih, dnes na území Srbska (do měst Banatsko Aranđelovo a Srpski Krstur).
Železniční tratě nicméně směřují ze Segedína do všech směrů; trať č. 121 vede do města Makó u hranice s Rumunskem, trať č. 135 do města Hódmezővásárhely, trať č. 136 do Röszke u hranice se Srbskem a trať č. 140 do města Kiskunfélegyháza. V roce 2022 byla znovoutevřena doprava na trati do Srbska.

### Veřejná doprava
V roce 1908 zde zahájila provoz tramvajová doprava, v roce 1979 trolejbusová doprava a roku 2021 vlakotramvaj do Hódmezővásárhely. Městskou hromadnou dopravu zajišťuje 42 autobusových, 4 tramvajové a 6 trolejbusových linek. Dopravcem pro tramvajovou a trolejbusovou síť je odlišná společnost, než pro autobusový provoz. Omnibusová doprava zde existovala ještě před velkou povodní v roce 1879.
Meziměstská autobusová doprava je soustředěna na autobusové nádraží, které se nachází severozápadně od středu města na náměstí Mars tér.

### Ostatní
Západně od centra města se nachází také letiště, jehož využití je však omezené. Má jednu zatravněnou a jednu asfaltovou ranvej.
Jižně od Segedína se nedaleko místní části Klebergsbergtelep nachází i říční přístav. Je napojen na železniční síť (nedaleko místního seřaďovacího nádraží) a slouží výhradně pro nákladní dopravu.

## Gastronomické speciality
- Uherský salám značky Pick, továrnu založil židovský podnikatel Márkus Pick[41] roku 1901; dodnes nejvýznamnější světový producent, chráněná značka je registrovaná u Evropské unie.
- paprika
- Segedínský guláš

## Školství

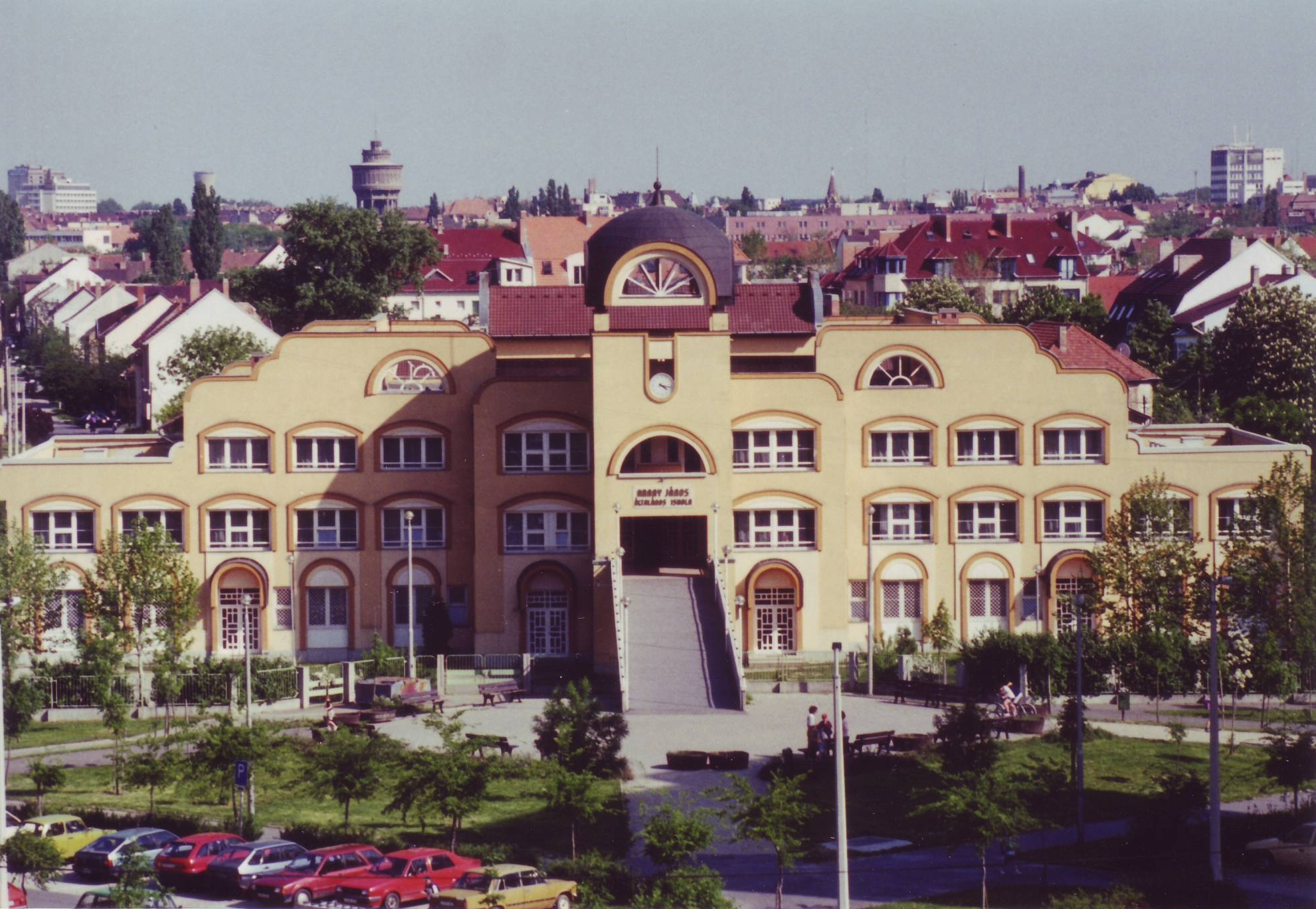
Škola v Segedíně.

V Segedínu se nachází 62 školek, 32 základních škol a 18 škol střední. Dvě místní střední školy (Ságvári Endre Gyakorló Gimnázium a Radnóti Miklós Kísérleti Gimnázium) patří mezi velmi dobře hodnocené v celém Maďarsku.
Segedín je rovněž i regionálním univerzitním centrem. Stejně tak se dobře umisťuje v žebříčcích celostátního srovnání i místní univerzita (maďarsky Szegedi Tudományegyetem, která vznikla po první světové válce přesunutím z Kluže v Rumunsku. Dnes je univerzita druhá největší v Maďarsku. V roce 2014 se nacházela na pozici 400–500 v celosvětovém srovnání vysokých škol. V samotném Maďarsku byla na druhém místě. Ve městě spolu s jeho regionem studuje celkem třicet tři tisíc studentů.
V roce 2017 bylo v Segedíně otevřeno Laser centrum.

## Sport
V roce 2021 byla dokončena moderní sportovní hala s názvem Pick Arena. Kromě toho zde existuje i řada dalších sportovišť, např. Szent Gellért Fórum (patřící církevní organizaci) nebo plavecký bazén Tiszavirág. Některá sportoviště jsou koncentrovaná do areálu poblíž místní části Felsőváros. Rozsáhlý areál pro vodní sporty s akvaparkem (aquapolis) se nachází v místní části Újszeged.
Mezi nejoblíbenější sporty ve městě patří házená. Místní populární tým vyhrává řadu ocenění doma i v zahraničí.
Dalším populárním sportem ve městě je fotbal. Segedín má několik fotbalových týmů, které hrají v nejvyšší lize, např. Szegedi AK, Szegedi Honvéd SE.
Od roku 2003 se každoročně udělují ceny Sportovec Segedína a Sport pro Segedín. 
Město, respektive tamní závodní dráha "A Maty-éri versenypálya" je významným světovým sportovištěm. Pravidelně se tady konají soutěže v rychlostní kanoistice včetně světových a evropských šampionátů. 

## Zdravotnictví
Jižně od centra města se nachází rozlehlý nemocniční areál.

## Partnerská města
- Cambridge, Spojené království
- Darmstadt, Německo
- Jeruzalém, Izrael
- Kotor, Černá Hora
- Larnaka, Kypr
- Lodž, Polsko
- Lutych, Belgie
- Nice, Francie
- Oděsa, Ukrajina
- Parma, Itálie
- Pula, Chorvatsko
- Rachov, Ukrajina
- Rotterdam, Nizozemsko
- Subotica, Srbsko
- Târgu Mureș, Rumunsko
- Temešvár, Rumunsko
- Toledo, Spojené státy americké
- Turku, Finsko
- Wej-nan, Čína

## Galerie

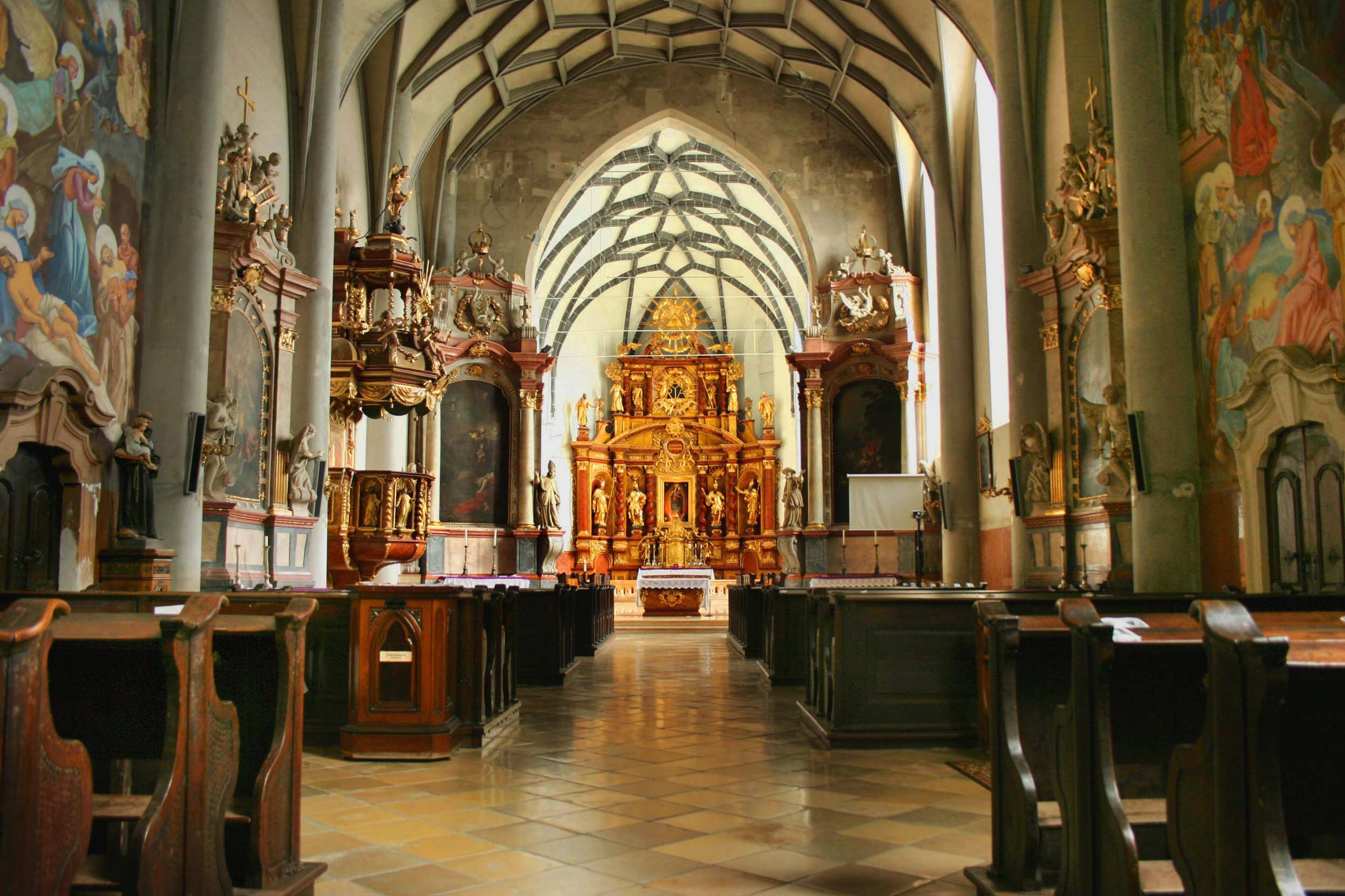
Interiér kostela sv. Matyáše
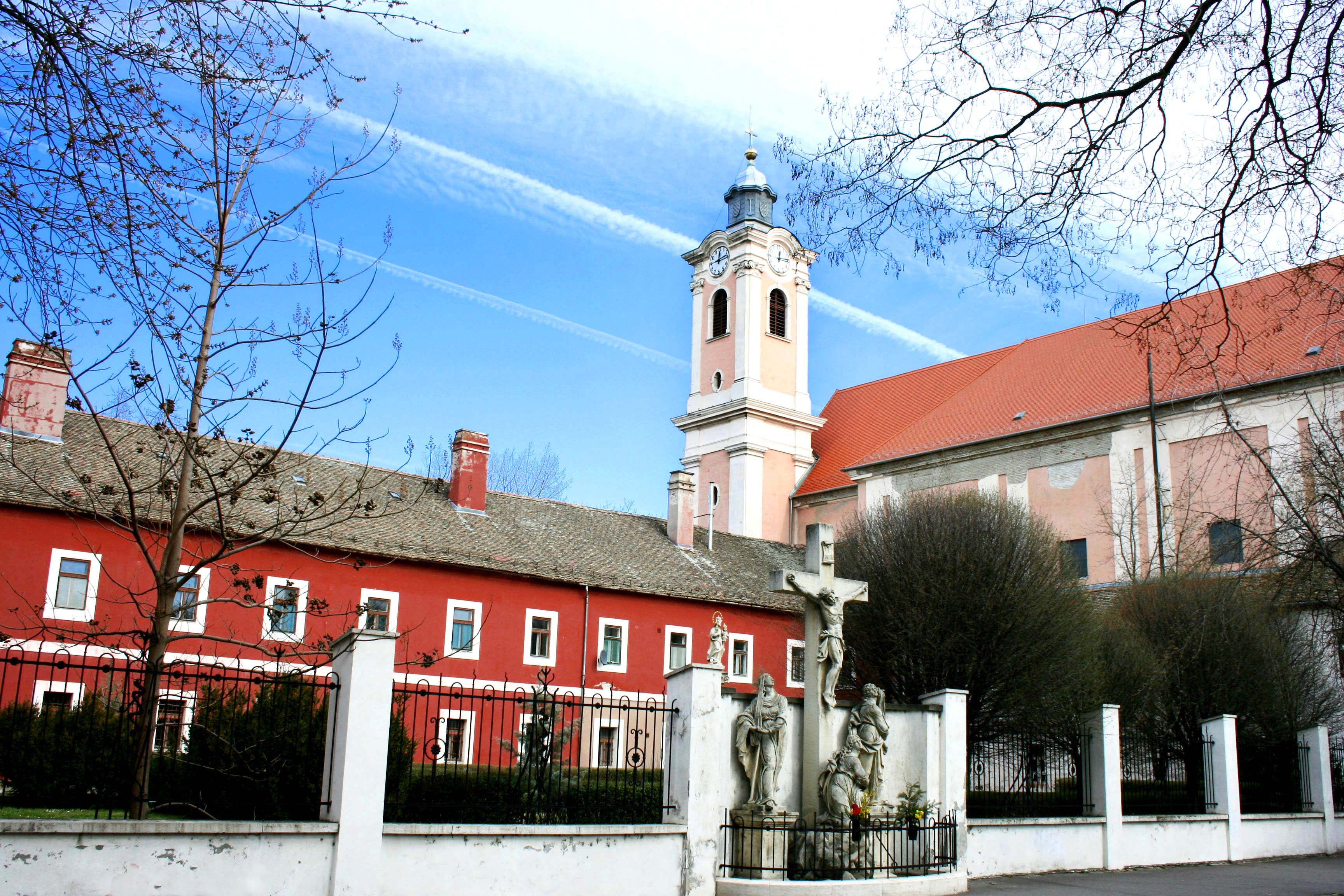
Kostel sv. Mikuláše a minorité
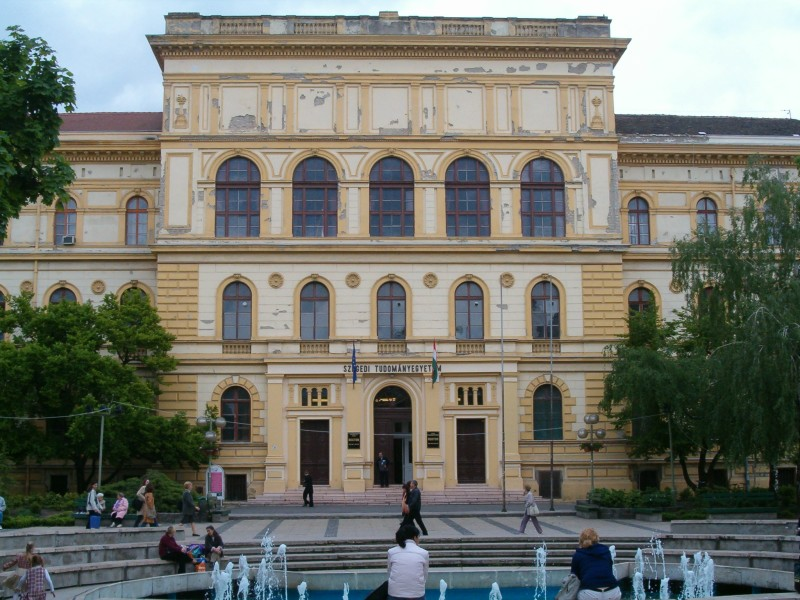
Budova univerzity
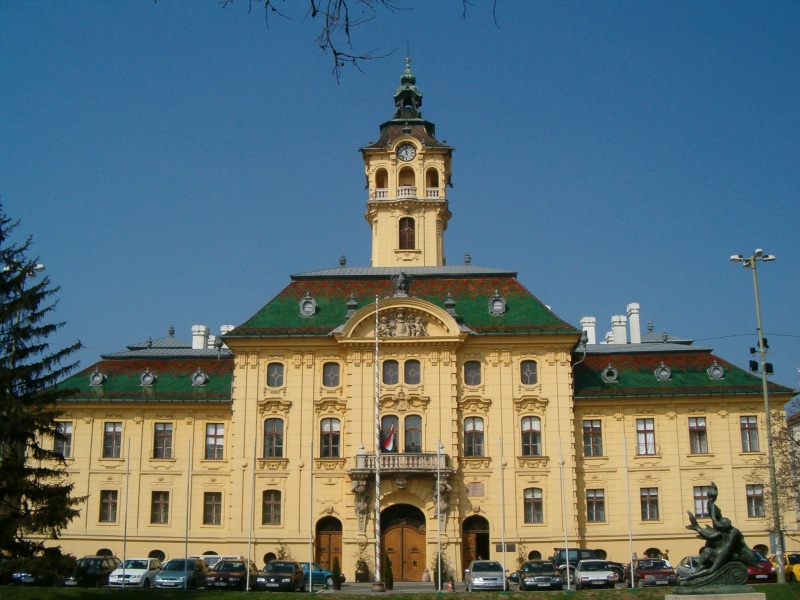
Radnice
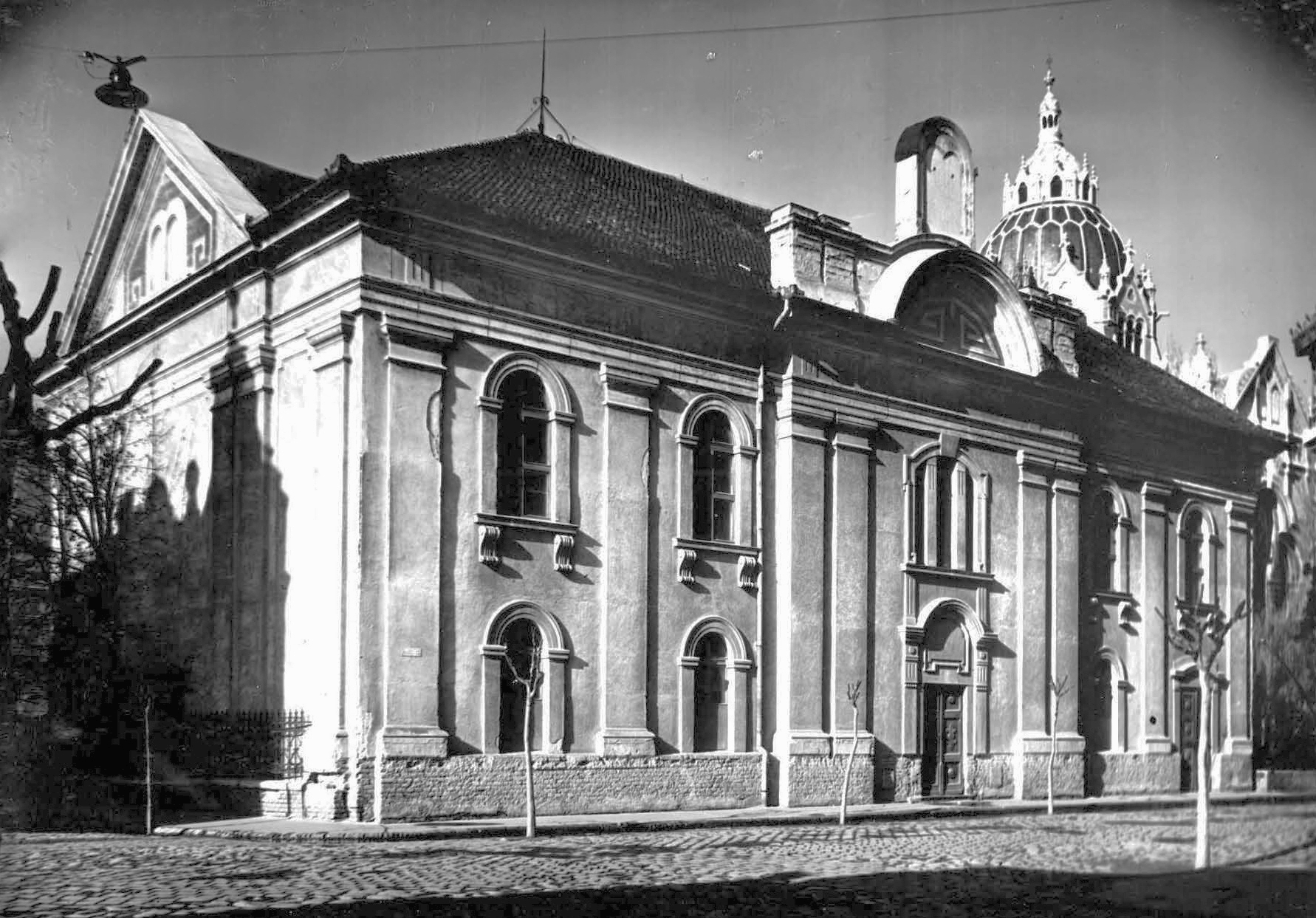
Stará synagóga
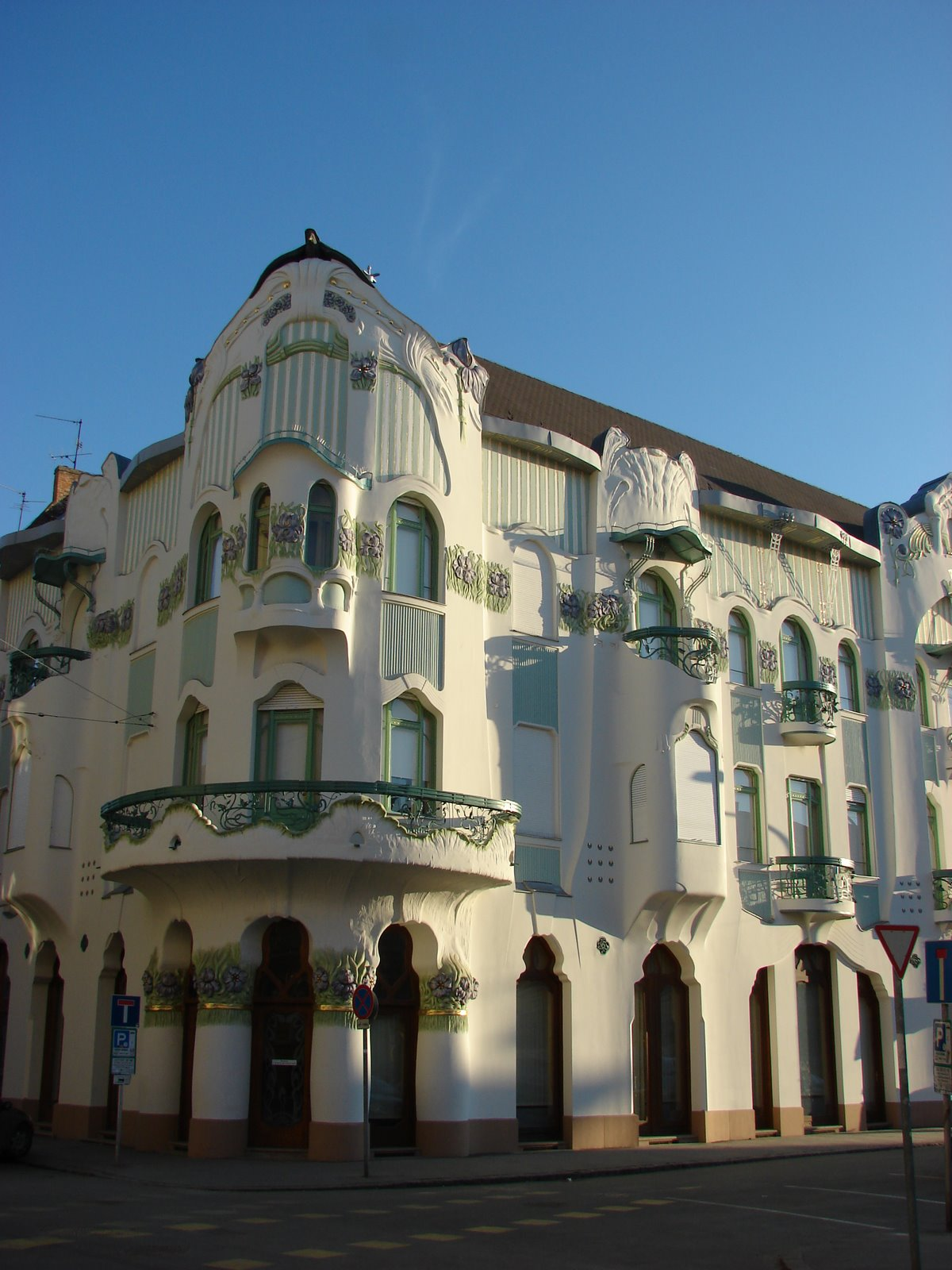
Reökův palác
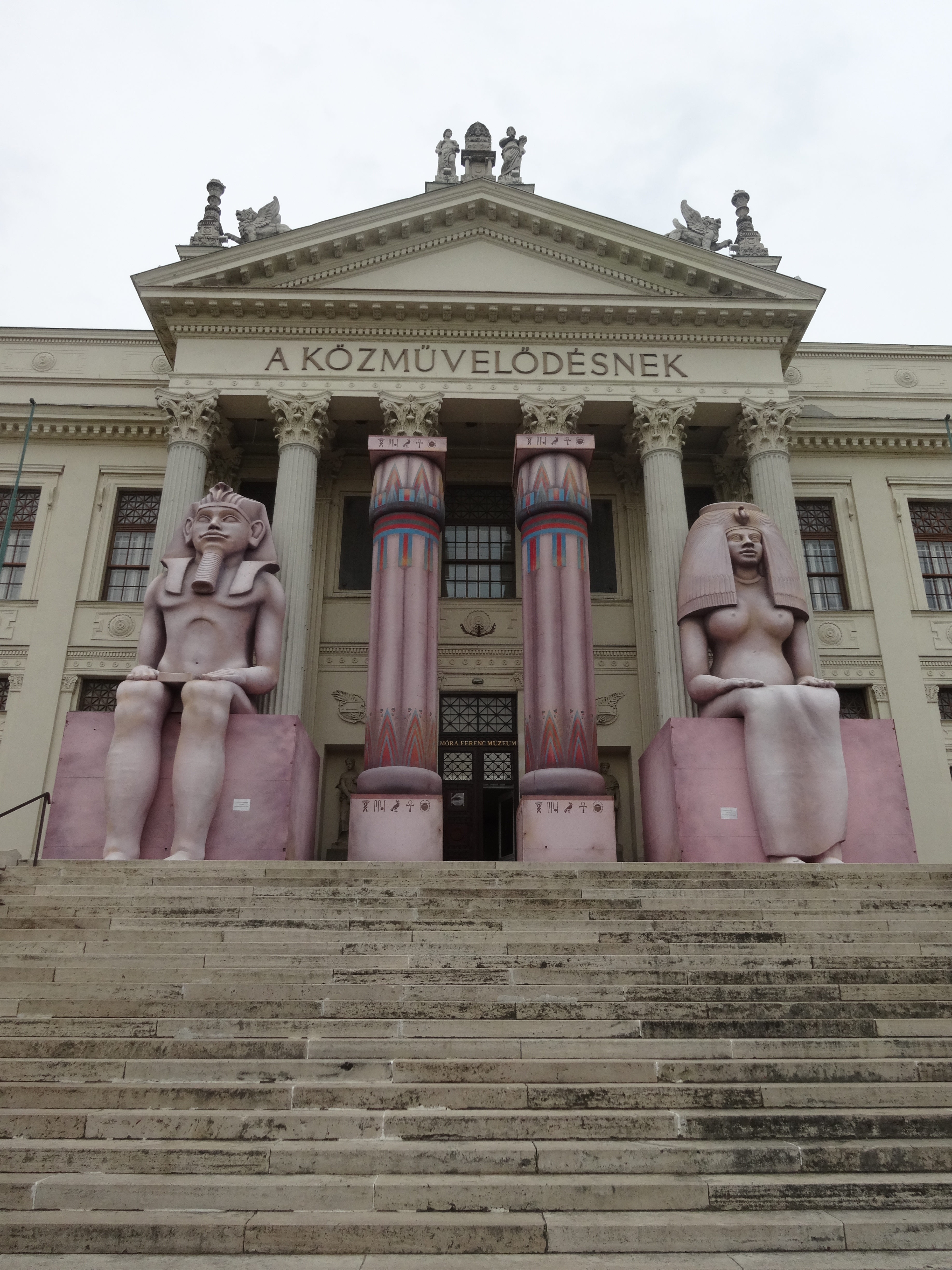
Muzeum Ference Móry
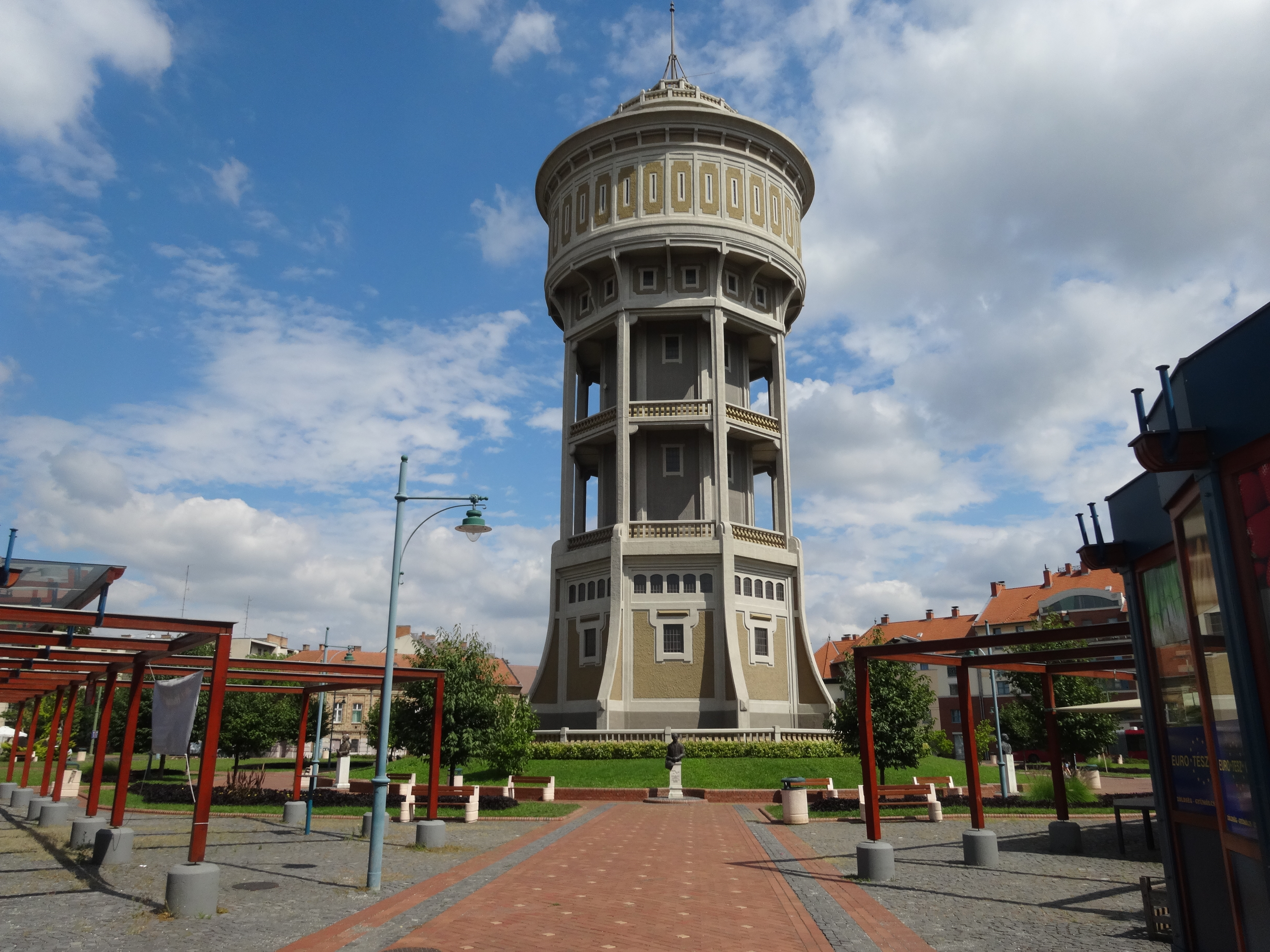
Věž vodárny
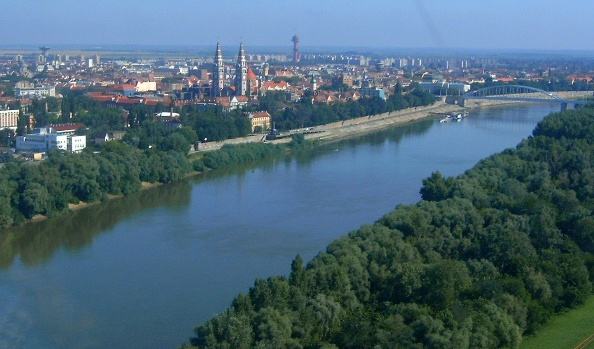
Tisa v Segedínu

## Známé osobnosti
- Adrián Annus (1975), vrhač kladiva
- Gábor Agárdy (1922–2006), herec
- Béla Balázs (1884–1949), spisovatel, básník a filmový kritik
- Zsolt Becsey (1964), politik
- Joseph Csaky (1888–1971) sochař
- Krisztián Cser (1977) operní pěvec
- Attila Czene (1974), olympický plavec
- János Csonka (1852–1939), vynálezce
- Mihály Erdélyi (1895–1979), skladatel operet
- Rajmund Fodor (1976), olympijský hráč vodního póla
- Jenő Huszka (1875–1960), skladatel
- Éva Janikovszky (1926–2003), zpěvačka
- Ferenc Joachim (1882–1964), malíř
- Gyula Juhász (1883–1937), básník
- Judith Karasz (1912–1977), fotografka
- Moses Max Löw (1857–?), architekt
- Géza Maróczy (1870–1951), šachista
- Tamás Molnár (1975), olympijský hráč vodního póla
- László Paskai (1927–2015), ostřihomský arcibiskup
- Szilvia Peter Szabo (1982), zpěvačka
- György Sebők (1922–1999), pianista
- Julius Stahel (1825–1912), generál v americké občanské válce
- Hanna Tetteh (1967), ministr zahraničí Ghany
- Péter Ágnes (1983), zpěvák
- Attila Vajda (1983), kanoista
- Katalin Nováková (1977), maďarská prezidentka.[46]
- Péter Lekó, šachista. V roce 2005 byl jmenován čestným občanem města.
- András Nagy Bandó, (1947–) komik